# Pepe de Lucía
Pepe de Lucía, eigentlich José Sánchez Gómez (* 25. September 1945 in Algeciras, Spanien) ist ein Flamenco-Sänger sowie Songwriter und Produzent. Seine Brüder waren die Flamencogitarristen Ramón de Algeciras (Ramón Sánchez Gómez) und der international bekannte Paco de Lucía (Francisco Sánchez Gómez).

## Werdegang
Er stammt aus einer musikalischen Familie und trat bereits in jungen Jahren als „Pepe de Algeciras“ zusammen mit seinem jüngeren Bruder Francisco „Paquito“ auf, der später als Paco de Lucía Weltruhm erlangte. Ihren späteren Künstlernamen „de Lucía“ nahmen die beiden Brüder zu Ehren ihrer aus Portugal stammenden Mutter Luzía Gomes Gonçalves an. 
Neben seinen Brüdern Paco und Ramón sowie dem Flötisten und Saxophonisten Jorge Pardo, dem Bassisten Carles Benavent und dem brasilianischen Percussionisten Rubem Dantas gehörte er über mehrere Jahre zu den Mitgliedern des Paco de Lucía-Sextetts.
Er ist der Vater der spanischen Pop-Sängerin Malú, für die er auch als Songwriter und Produzent tätig war.
Am 4. September 2003 erhielt er in Miami den Latin Grammy in der Kategorie Flamenco für sein Album El corazón de mi gente (2002).

## Diskographie (Auswahl)
- 1971: El mundo del flamenco mit Paco de Lucía und Ramon de Algeciras
- 1990: Que tristeza amarte, Gitarre: Paco de Lucía
- 1996: El orgullo de mi padre mit Paco de Lucía, Alejandro Sanz und Vicente Amigo
- 2000: Cada día mit Pajo Jarana, Paco de Lucía, Diego Carrasco, Jesús Bola, Emilio Fernández und Malú
- 2000: Los hijos de Luzía (Luzía's sons), Kompilation mit Aufnahmen aus den Jahren 1966, 1972 und 1983
- 2002: El corazón de mi gente mit Parrita, Vicente Amigo, Malú, Tomatito, Manzanita, Remedios Amaya, Camela und Niño Josele
- 2006: Tomo y Obligo
- 2024: Pepito y Paquito, restaurierte und bis dato unveröffentlichte Aufnahmen von Paco und Pepe de Lucía aus dem Jahr 1959